# GP-1
GP-1 är ett motorcykelracingspel utvecklat av Genki och utgivet av Atlus till SNES 1993. Man kan tävla mot 15 olika motståndare på 13 olika banor i 12 olika länder runtom i världen.